# Francis Bestion
Pour les articles homonymes, voir Bestion.
Francis Bestion, né le 8 mai 1957 à Fontans, est un prélat catholique français, évêque de Tulle de  2013 à 2024, puis évêque de Blois depuis 2024.

## Biographie

### Vie familiale et personnelle
Né le 8 mai 1957 à Fontans (48), Francis Bestion est l’aîné de sept frères et sœurs, d’une famille d’agriculteurs. Il est baptisé le 26 mai 1957 dans ce même village.

### Formation
Francis Bestion étudie au lycée Saint-Joseph de Marvejols avant d’entamer des études de philosophie à l’Université de Montpellier où il obtient une licence en 1978. Il entre en 1980 au noviciat chez les Frères du Sacré-Cœur, à Rome. Il poursuit sa formation à Lyon, avant de revenir en Lozère. En 1982, il devient alors directeur du collège du Sacré-Cœur de Chirac jusqu’en 1986. Il quitte alors la congrégation des Frères du Sacré-Cœur et intègre le séminaire inter-diocésain d’Avignon. Il est ordonné prêtre pour le diocèse de Mende le 27 mai 1990.

### Prêtre
Nommé dans l’équipe des prêtres du Secteur pastoral de Langogne de 1990 à 2002, il est aumônier  de collèges et lycées, du Mouvement Rural de la Jeunesse Chrétienne (MRJC) et des Scouts et Guides de France. En 1992, il est nommé formateur à mi-temps au Séminaire interdiocésain d’Avignon. Il y enseigne la philosophie et est responsable du premier cycle. De 1991 à 2013, il est responsable de la formation des diacres permanents dans le diocèse de Mende. En 1998, il est nommé vicaire épiscopal pour la zone de Langogne, jusqu’en 2003. En 2002, il est nommé à plein temps au Séminaire interdiocésain d’Avignon. Il se fait connaître à cette époque, selon Golias, dans les « milieux gays de Montpellier ».
De 2003 à 2009, il est directeur et adjoint du supérieur au séminaire Saint-Cyprien de Toulouse. Il y enseigne la philosophie et la liturgie. En 2007, il obtient la licence canonique en théologie à la faculté de théologie de l’Institut catholique de Toulouse. De 2008 à 2013, il enseigne la théologie sacramentaire à la faculté de Théologie (Sacrements de la Guérison) et donne un cours de philosophie à l’IERP. 
En 2009, il est nommé vicaire général de François Jacolin, évêque de Mende.

### Évêque
Le 12 décembre 2013, il est nommé évêque de Tulle par le pape François après la démission de Bernard Charrier à l'âge de 75 ans. Il reçoit la consécration épiscopale le dimanche 23 février 2014 en la cathédrale Notre-Dame de Tulle, par Pascal Wintzer, l'archevêque métropolitain de Poitiers, assisté de Bernard Charrier et François Jacolin en présence du cardinal Jean-Pierre Ricard et du nonce apostolique en France : Luigi Ventura.
Après une démarche synodale de deux ans (2014 - 2016), il promulgue le 1er octobre 2016 des « Orientations pastorales diocésaines : pour une Église fraternelle, missionnaire et appelante ». Ces orientations contiennent 15 recommandations, en particulier :
- la réorganisation du diocèse en quatre Espaces missionnaires, regroupant 30 communautés locales (groupements de paroisses). Une fraternité presbytérale de 3 à 4 prêtres, curé « in solidum » (c’est-à-dire assumant ensemble la charge des paroisses) est créée dans chaque Espace missionnaire à Tulle, Brive, Objat et Ussel. Chaque curé est plus particulièrement en charge d’une ou deux communautés locales.
- La création de Fraternités locales missionnaires, pour les fidèles laïcs, afin de revivifier le tissu chrétien, à la base, dans chaque paroisse.
- La création des Équipes d’Animation Pastorale (EAP), dans les Communautés locales où elles n’existaient pas encore.
- L’appel à une communauté de prêtres extérieurs au diocèse. Ce sera le cas avec l’établissement de prêtres de la Communauté Saint-Martin en 2017 sur l’Espace missionnaire de Brive[7].

Le 23 septembre 2017, Francis Bestion ouvre le jubilé des 700 ans du diocèse de Tulle. Lors de sa clôture, il consacre le diocèse au Cœur immaculé de Marie le 30 septembre 2018.
En août 2020, il est nommé évêque accompagnateur de la Délégation catholique pour la coopération (DCC)) à la suite de  Jean-Louis Papin. 
Le 18 septembre 2021, Francis Bestion initie une  synodale diocésaine, afin d’évaluer, cinq ans après leur promulgation, la mise en œuvre des « Orientations pastorales diocésaines : pour une Église fraternelle, missionnaire et appelante ». En même temps, le diocèse participe à la préparation du Synode romain sur la synodalité.
Le 1er octobre 2024, il est nommé évêque de Blois. Son installation a eu lieu le 1er décembre 2024 en la cathédrale Saint-Louis de Blois, à l'occasion d'une célébration présidée par Vincent Jordy, archevêque métropolitain de Tours.

### Positions
En 2018, l'évêque se positionne dans le débat sur la Procréation médicalement assistée, qui, selon lui, « pourrait bien se révéler être une sorte de bombe à retardement préparant une guerre future des générations ? [...] Pour un prétendu droit à l’enfant, on est prêt à sacrifier les droits de l’enfant ».
En 2019, Francis Bestion a pris position contre le chant profane dans les églises : « On ne peut pas chanter un jour des chants tout à fait profanes, et le lendemain dire la messe dans l’église. » Car « nos pères dans la foi qui les ont construits [...] n’ont pas construit ces églises pour qu’on y aille chanter de la variété, ils les ont construites pour la foi, pour abriter le Corps du Christ »,.
Dans la même interview, il s'exprime au sujet de la Communauté Saint-Martin : ces prêtres, selon lui, sont « des prêtres tout à fait reconnus, c’est une congrégation romaine, donc tous ceux qui voudraient dire que ce sont des traditionalistes ou des intégristes, je pense qu’ils se trompent. Sinon, je ne les aurais pas fait venir »,.

### Signes distinctifs de l’évêque

#### Devise
La devise épiscopale est empruntée à Isaïe (chapitre 12, verset 3) : « Vous puiserez les eaux aux sources du Salut » (De fontibus salutaris).

#### Blason
- Le blason contient en son centre le Sacré-Cœur ; Francis Bestion a été membre de la congrégation des Frères du Sacré-Cœur de 1980 à 1986.
- Les ondes représentent les eaux baptismales du Salut.
- L’étoile (gauche) représente la Vierge Marie.
- La clé est un rappel de son passage par Avignon (dont le blason en contient trois).
- Les trois pals de gueules sont tirés du blason du clergé de Mende.
- Les trois rocs d’échiquier sont tirés du blason de la ville de Tulle.